# Автомагістраль М7 (Росія)
Автомагістраль М7 або Автомагістраль «Волга» — головна магістраль прямує від Москви через Владимир і Нижній Новгород до Казані в Татарстані й Уфи в Башкирії. В цілому відтворює історичний Владимирський тракт і великою частиною, формує частину Європейського маршруту E22.

## Маршрут
0 км — МКАД
35 км — Електросталь і Ногінськ
65 км — Мала Дубна біля Орєхово-Зуєво
Владимирська область
81 км — Покров
130 км — Лакинськ
158 км — Юревець
162 км — Владимир
225 км — відгалуження до Коврова
273 км — В'язники
313 км — Гороховець
Нижньогородська область
363 км – Пира
397 км — перетин річки Ока у Нижньому Новгороді (по мосту через Мизу)
430 км — Кстово
463 км — Работки
491 км — Лисково
544 км — Воротинець
Чуваська республіка
634 км — перетин з автомагістраллю Вятка в Чебоксарах
679 км — Цивільськ
Татарстан
761 км — перетин Волги у Зеленодольську
809 км — Казань
969 км — перетин В'ятки у Мамдиші
1024 км — Єлабуга
1044 км — перетин річки Кама у Набережних Челнах
Башкортостан
1134 км — Дюртюлі
1230 км — Кушнаренково
1280 км — Уфа , М5